# John Green (auteur)
John Michael Green (Indianapolis, 24 augustus 1977) is een Amerikaans schrijver en vlogger.

## Levensloop
Green ging op zestienjarige leeftijd naar een kostschool in Birmingham (Alabama). Hij studeerde Engels en godsdienstwetenschappen en besloot dat hij priester wilde worden in de Anglicaanse Kerk. Hij werkte enkele maanden als aalmoezenier in een kinderziekenhuis in Ohio, waar hij veel kinderen zag sterven. Daar besloot hij dat hij een boek wilde schrijven over mensen die moeten leren leven met de dood van iemand die ze liefhadden. Green recenseerde voor Booklist en maakte radioprogramma's, voordat hij zich fulltime richtte op het schrijven van boeken. Green woont in Indianapolis. In 2011 bracht hij via het Nederlands Letterenfonds twee maanden in Amsterdam door om zijn boek The Fault in Our Stars af te schrijven.
Green is tevens bekend van een internetproject op YouTube waarin hij met zijn broer Hank Green het gehele jaar 2007 communiceerde in de vorm van videoblogs. Samen met Hank vormt John de Vlogbrothers. Hun YouTubekanaal, waar zij om beurten meer dan duizend video's maakten, bestaat nog. Hiernaast heeft John Green het YouTubekanaal Crashcourse, een kanaal waarin in filmpjes van rond de 15 minuten op een humoristisch bedoelde wijze lessen geschiedenis, literatuur en andere vakken worden gegeven. Verder is hij oprichter van VidCon, de grootste videobloggerconferentie ter wereld. Samen met zijn broer Hank Green richtte hij in 2007 het jaarlijkse YouTube-evenement Project for Awesome op. Tijdens dit evenement in de maand december kunnen mensen video's plaatsen die ertoe oproepen aan specifieke goede doelen te doneren. Om hierbij te helpen richtten ze de Foundation to Decrease World Suck op, die in 2014 ruim 1,2 miljoen dollar aan donaties ontving.

### Boekencensuur VS
Zijn boek Looking for Alaska is op verschillende scholen in Texas verboden.

#### Fictie
- Looking for Alaska, Dutton, 2005, Penguin Books. Nederlandse vertaling: Het Grote Misschien, Lemniscaat.
- An Abundance of Katherines, Dutton, 2006, Penguin Books. Nederlandse vertaling: 19x Katherine, Lemniscaat.
- Paper Towns, Dutton, 2008, Penguin Books. Nederlandse vertaling: Paper Towns, Lemniscaat.
- Let it Snow (samen met Maureen Johnson en Lauren Myracle), Puffin, 2008.
- Will Grayson, Will Grayson (samen met David Levithan), Dutton, 2010, Penguin Books. Nederlandse vertaling: Will Grayson, Will Grayson, Lemniscaat.
- The Fault in Our Stars, Dutton, 2012, Penguin Books. Nederlandse vertaling: Een weeffout in onze sterren, Lemniscaat.
- Turtles All the Way Down, 2017. Nederlandse vertaling: Schildpadden tot in het oneindige.

#### Non-fictie
- The Anthropocene Reviewed: Essays on a Human-Centered Planet (2021). Nederlandse vertaling: Hoe is het antropoceen je tot nu toe bevallen?.
- Everything Is Tuberculosis: The History and Persistence of Our Deadliest Infection (2025)